# Le Cri de la France
Le Cri de la France est la collection phare de la Librairie de l’Université de Fribourg, plus connue sous le sigle LUF, librairie et maison d’édition suisse, dirigée par Walter Egloff entre 1935 et 1953. Dans cette collection anthologique, dirigée par Pierre Courthion dès 1943, les classiques français sont édités et préfacés par des critiques confirmés et par de jeunes critiques qui publient leurs premiers livres. Le premier volume, qui paraît en juin 1943 au moment où la France, symbole de la Liberté, est occupée, donne le ton de la collection : "Il ne peut y avoir qu'un seul cas où la guerre, malgré tous ses maux, devient nécessaire. C'est le cas où l'on ne pourrait l'éviter qu'en donnant trop de prise et d'avantage à un ennemi injuste, artificieux et trop puissant. Alors, en voulant, par faiblesse, éviter la guerre, on y tomberait encore plus dangereusement; on ferait une paix qui ne serait pas une paix, et qui n'en aurait que l'apparence trompeuse. Alors, il faut, malgré soi, faire vigoureusement la guerre, par le désir sincère d'une bonne et constante paix." (Fénelon, par Marcel Raymond). C’est dans cette collection que paraissent les Discours de guerre du général de Gaulle entre 1944 et 1945. "Le Cri de la France" compte quelque 40 volumes publiés entre 1943 et 1948. 

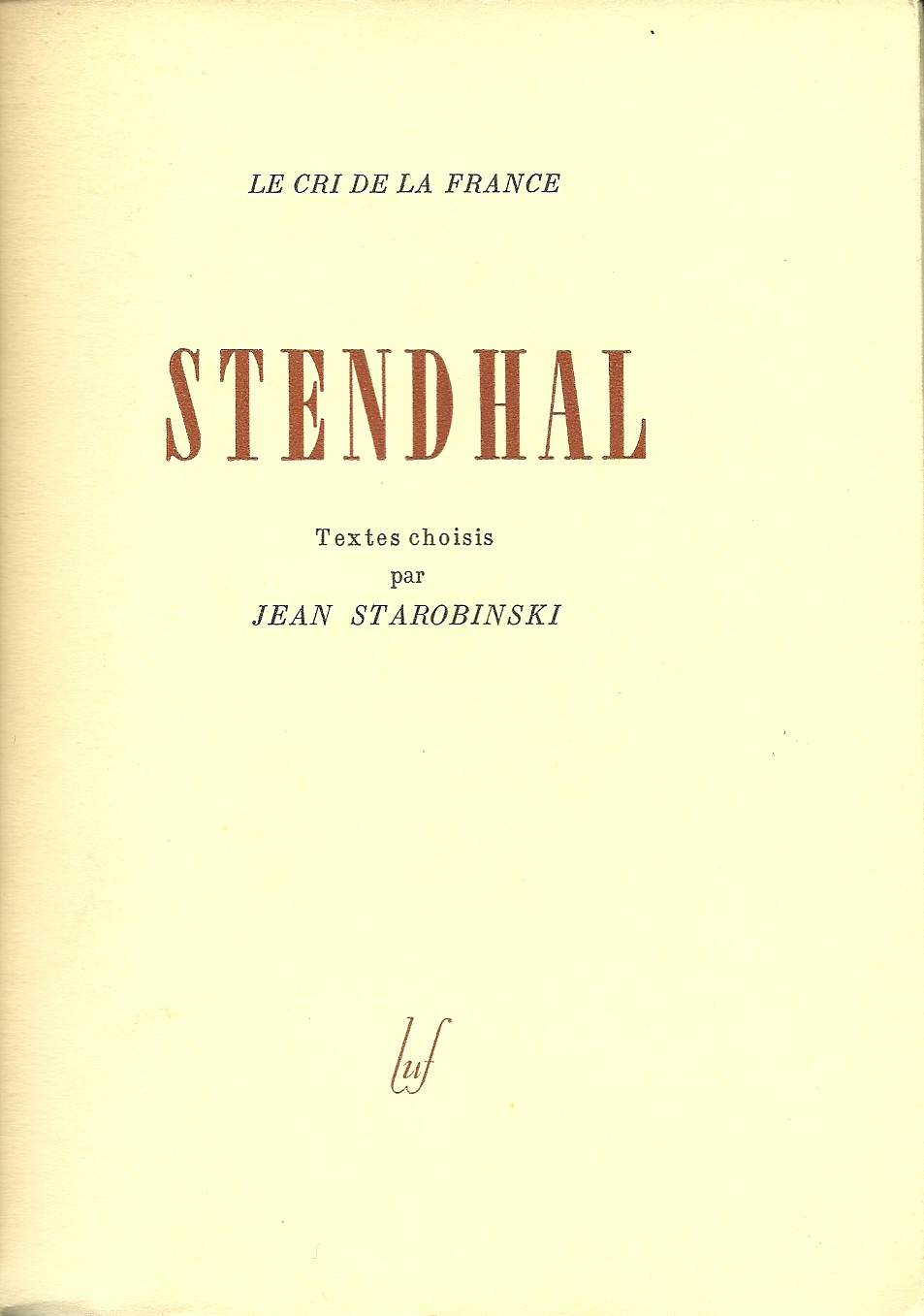
Stendhal dans Le Cri de la France

## Titres publiés
Première série
- 1. Fénelon / choix de textes et préface par Marcel Raymond
- 2. Léon Bloy / choix de textes et introduction par Albert Béguin
- 3. Michelet / choix de textes et préface par René Bray
- 4. Stendhal / choix de textes et introduction par Jean Starobinski
- 5. Baudelaire / choix de textes et préface par Pierre Jean Jouve. [1], Poésie
- 6. Montesquieu / choix de textes et préface par Marcel Raymond
- 7. Bossuet / choix de textes et préface par Georges Haldas
- 8. Journal et correspondance / Delacroix ; choix de textes et introduction par Pierre Courthion
- 9. Villon / choix de textes et préface par Pierre Emmanuel
- 10. Baudelaire / choix de textes et préface par Pierre Jean Jouve. 2, Critique
- 11. Montaigne / choix de textes et introduction par Edmond Gilliard
- 12. Saint François de Sales / textes choisis par René Bady
- 13. Descartes / textes choisis par E.-J. Chevalier
- 14. Saint Bernard de Clairvaux / choix de textes, traduction et préface par Albert Béguin et Paul Zumthor
- 15. Discours / Danton ; choix de textes et introduction par Frédéric Ditis (Frédéric Ditisheim), préface par Pierre Jean Jouve (De la Révolution comme sacrifice)
- 16. Prose / Victor Hugo ; textes choisis par Georges Cattaui et Paul Zumthor
- 17. Marivaux / choix de textes et introduction par Robert de Traz
- 18. Lamennais / choix de textes et introduction par Claude Aubert
- 19. Hello / textes choisis et présentés par Stanislas Fumet
- 20. Les moralistes : La Rochefoucauld, La Bruyère, Vauvenargues, Chamfort, Rivarol, Joubert / choix de textes et préface par Gérard Bauër
- 21. Chateaubriand / choix de textes et introduction par Charly Guyot
- 22. Montalembert / choix de textes et préface par Emmanuel Mounier
- 23. Balzac / choix de textes et introduction par Marcel Pobé
- 24. Proudhon / textes choisis par Alexandre Marc
- 25. Poésie / Victor Hugo ; textes choisis par Georges Cattaui et Paul Zumthor
- 26. La quête du Graal / mise en langage moderne par Albert Béguin
- 27. Gnostiques de la Révolution / * / Claude de Saint-Martin / choix de textes et introduction par André Tanner
- 28. Gnostiques de la Révolution / ** / Fabre d'Olivet / choix de textes par André Tanner
- 29. La Fontaine / textes choisis et présentés par Maurice Chappaz
- 30. Vincent de Paul / choix de textes et introduction par René Bady
- 31. Les troubadours / textes choisis et traduits avec une préface par Georges Ribemont-Dessaignes
- 32. Pascal / choix de textes et préface par Albert Béguin
- 33. Marceline Desbordes-Valmore / choix et introduction par Raymonde Vincent
- 34. Charles d'Orléans / choix de rondeaux présentés par Jean Tardieu
- 35. Pierre Bayle / choix de textes et introduction par Marcel Raymond
- 36. Calvin / textes choisis par Charles Gagnebin ; préface de Karl Barth

Deuxième série
- 1.-3. Discours de guerre / Charles de Gaulle
- 4. Jean Schlumberger / choix de textes et introduction par Fred Bérence

Hors série
- 1. Anthologie de la poésie précieuse : de Thibaut de Champagne à Giraudoux / textes choisis et présentés par René Bray

## Sources
- Walter Egloff et la L.U.F. (1935-1953) : une librairie idéale, une aventure éditoriale : catalogue de l'exposition : Fribourg, Bibliothèque cantonale et universitaire, du 24 septembre au 23 octobre 1999 / textes réunis par Michel Dousse et Simon Roth ; préf. par Martin Nicoulin. - Fribourg : Bibliothèque cantonale et universitaire, 1999